# Ritratto del cardinale Cristoforo Madruzzo
Il Ritratto del cardinale Cristoforo Madruzzo è un dipinto del pittore veneto Tiziano Vecellio realizzato nel 1552 e conservato nel Museo d'arte di San Paolo a San Paolo in Brasile. Firmato e datato l'opera ritrae Cristoforo Madruzzo personaggio centrale della storia politica ed ecclesiastica d'Europa del XVI secolo a 39 anni principe vescovo del Principato vescovile di Trento. 

## Descrizione e stile
Di ritorno del un secondo soggiorno ad Augusta nel 1551 Tiziano è chiamato a Trento per realizzare il ritratto del cardinale Cristoforo Madruzzo che fu membro del Concilio di Trento il più lungo e storico della Chiesa. Madruzzo commissionò all'artista un imponente quadro dell'intera sua figura con aspirazioni politiche ed ecclesiastiche che furono concretizzate.
Di particolare attenzione è rivolta dal fatto che Madruzzo non indossava l'abbigliamento da cardinale sebbene fosse stato nominato nella carica nel 1542. Probabilmente fu il Madruzzo a decidere un ritratto con un abito nero invece di cardinale poiché aveva il ruolo di mediatore tra la Chiesa cattolica e il Re di Spagna i cui interessi erano allora in conflitto.

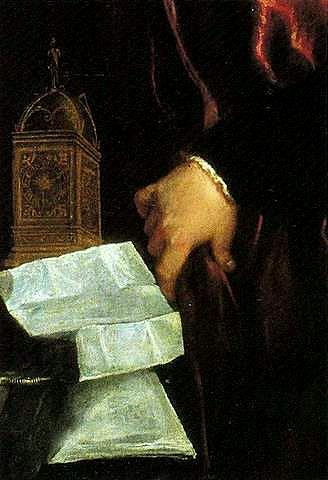
Dettaglio dell'orologio.

Ecco perché ha deciso di non utilizzare l'abito religioso in modo da non favorire controversie tra il clero e l'imperatore Carlo I.

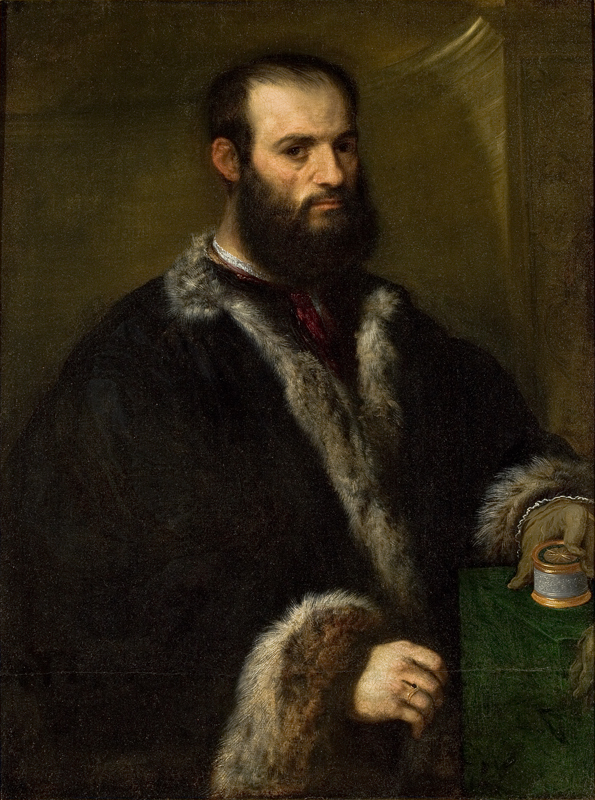
Paris Bordon Ritratto di Alvise Contarini del 1525.

Un altro punto saliente del ritratto è l'orologio, una posizione dominante nell'opera, alla fine della diagonale tracciata dal braccio destro dell'immagine. L'orologio è stato oggetto di varie interpretazioni. Dovrebbe simboleggiare, in modo generico, un memento mori, un avvertimento sulla transitorietà della gloria e il bisogno di temperanza. In questo senso l'oggetto è un elemento comune della pittura veneta che appare in diversi altri ritratti di questa scuola (come nel Ritratto di Alvise Contarini di Paris Bordon).
Secondo Harold Wethey il lavoro era in origine più grande essendo stato ridotto in basso e sul lato destro. Nella parte superiore dell'opera, sul lato destro, c'è l'indicazione della data (ripetuta anche sull'orologio 1.5.5.2.), l'età della persona ritratta (ANNO D[omi]NI. MDLII / AETATIS SUAE XXXVIIII ) oltre alla firma di Tiziano (TITIAN FECIT). Un restauro infruttuoso, compiuto intorno al 1907, ne compromise la piena visibilità, mitigato da un recente restauro effettuato tra il 1992 e il 1995 e realizzato dal Getty Museum di Los Angeles.

## Critici d'arte
Fin dall'inizio il Ritratto del cardinale Cristoforo Madruzzo è stato considerato tra i capolavori di Tiziano e la ritrattistica della pittura veneta essendo molto frequenti le analisi superlative del dipinto nel corso della storia. Il primo riferimento al quadro venuto da Giorgio Vasari il quale nel suo celebre Le vite del 1568 un'opera che ha inaugurato il genere della storiografia dell'arte, elencando biografie e commenti critici sui principali artisti e opere del rinascimento.
Nel XIX secolo Giovanni Battista Cavalcaselle definisce l'opera "una delle più importanti ritratti della scuola veneta" e nella seconda metà del XX secolo Rodolfo Pallucchini osserva che il ritratto ha "una pasta cromatica degna di Renoir". Secondo Pallucchini: